# Ceratostylis steenisii
Ceratostylis steenisii är en orkidéart som beskrevs av Johannes Jacobus Smith. Ceratostylis steenisii ingår i släktet Ceratostylis och familjen orkidéer. Inga underarter finns listade i Catalogue of Life.